# A Love Story
A Love Story ist ein 2012 veröffentlichter US-amerikanischer Pornospielfilm des Regisseurs Brad Armstrong. Er zählt zu der Filmreihe „Wicked Passions“ des Labels Wicked Pictures, welche pärchenfreundliche und frauentaugliche Pornofilme zum Gegenstand hat.

## Handlung
Der Film handelt von dem Schriftsteller Michael (Xander Corvus), der sich auf romantische Geschichten spezialisiert hat und unter einer Schreibblockade leidet. Seine Freundin hat ihn gerade verlassen und sein Verleger wird ungeduldig, da der nächste Veröffentlichungstermin ansteht. Die attraktive Danielle (Jessica Drake) wird ihm an die Seite gestellt, um seine Phantasie zu beflügeln. Michael gefällt diese Idee zunächst nicht, die beiden sind auch zu verschieden. Doch bald zeigt dies Wirkung. Die Tage sind von harter Arbeit geprägt. An einem Abend kommt Danielle unerwartet früh nachhause und erwischt ihren Freund mit einer fremden Frau im Bett. Es fragt sich nun, ob dies der richtige Moment ist, die private Geschichte zwischen ihr und ihrem „Projekt“ umzuschreiben. Michael scheint nun nichts gegen diese zusätzliche Inspiration zu haben. Ihm gelingen die Geschichten wieder besser.

## Auszeichnungen
- XBIZ Awards, 2013, Nominee: Couples-Themed Release of the Year
- XBiz Awards, 2013, Nominee: Best Actress – Couples-Themed Release, Jessica Drake
- XBiz Awards, 2013, Nominee: Best Actor – Couples-Themed Release, Xander Corvus